# Esterhuysenia stokoei
Esterhuysenia stokoei är en isörtsväxtart som först beskrevs av L. Bol., och fick sitt nu gällande namn av H.E.K. Hartmann. Esterhuysenia stokoei ingår i släktet Esterhuysenia och familjen isörtsväxter. Inga underarter finns listade i Catalogue of Life.